# Puerto del Pequeño San Bernardo

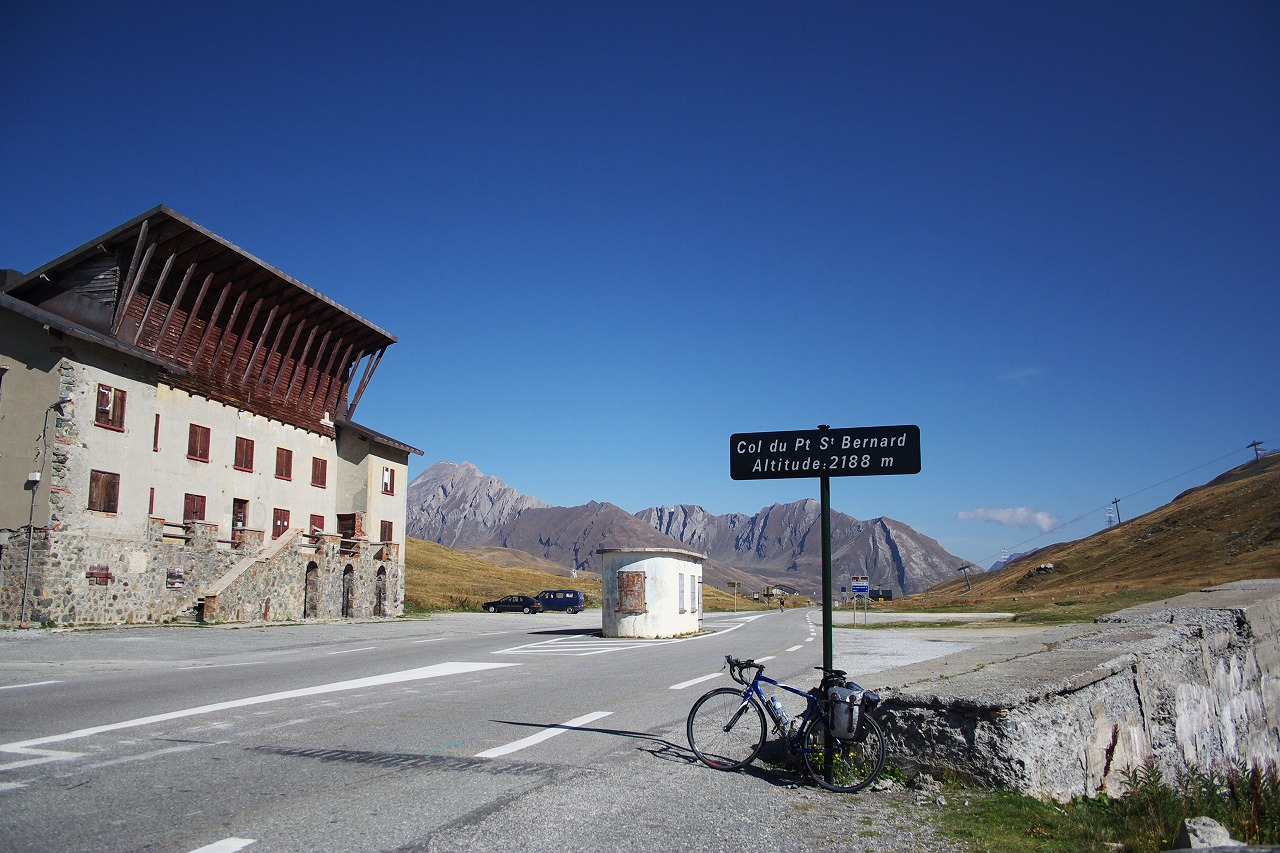
Col du Petit-Saint-Bernard

El puerto del Pequeño San Bernardo (francés: Col du Petit Saint-Bernard / italiano: Colle del Piccolo San Bernardo) es un puerto de montaña de los Alpes, en la frontera entre Francia e Italia. El puerto está a 2.188 metros sobre el nivel del mar. Está situado entre Saboya, Francia y Valle de Aosta, Italia, al sur de la macizo del Mont Blanc, exactamente en la principal cuenca alpina. También hay un puerto de montaña llamado Gran San Bernardo y otro como paso de San Bernardino.
La carretera que cruza este paso (D1090 desde Bourg-Saint-Maurice vía La Rosiere en Francia; SS26 desde el Valle de Aosta vía La Thuile en Italia) suele estar abierta de mayo a octubre. Para el estado actual de la carretera ver Etat des principaux cols routiers francais.
En la cima, el camino atraviesa un círculo de piedras de 72 m de diámetro. Antiguamente hubo un megalito en su centro. Por los hallazgos de monedas se cree que data de la Edad de Hierro, posiblemente siendo un sitio ceremonial de la cultura Tarentaisiana (c. 725 a. C.- 450 a. C.). El círculo de piedra fue parcialmente restaurado en el siglo XIX.
En la época romana, se erigió un templo dedicado a Júpiter en las cercanías junto con una mansio que servía a los viajeros a lo largo del paso, y se cree que el general cartaginés Aníbal utilizó esta ruta.

## San Bernardo y la hospedería

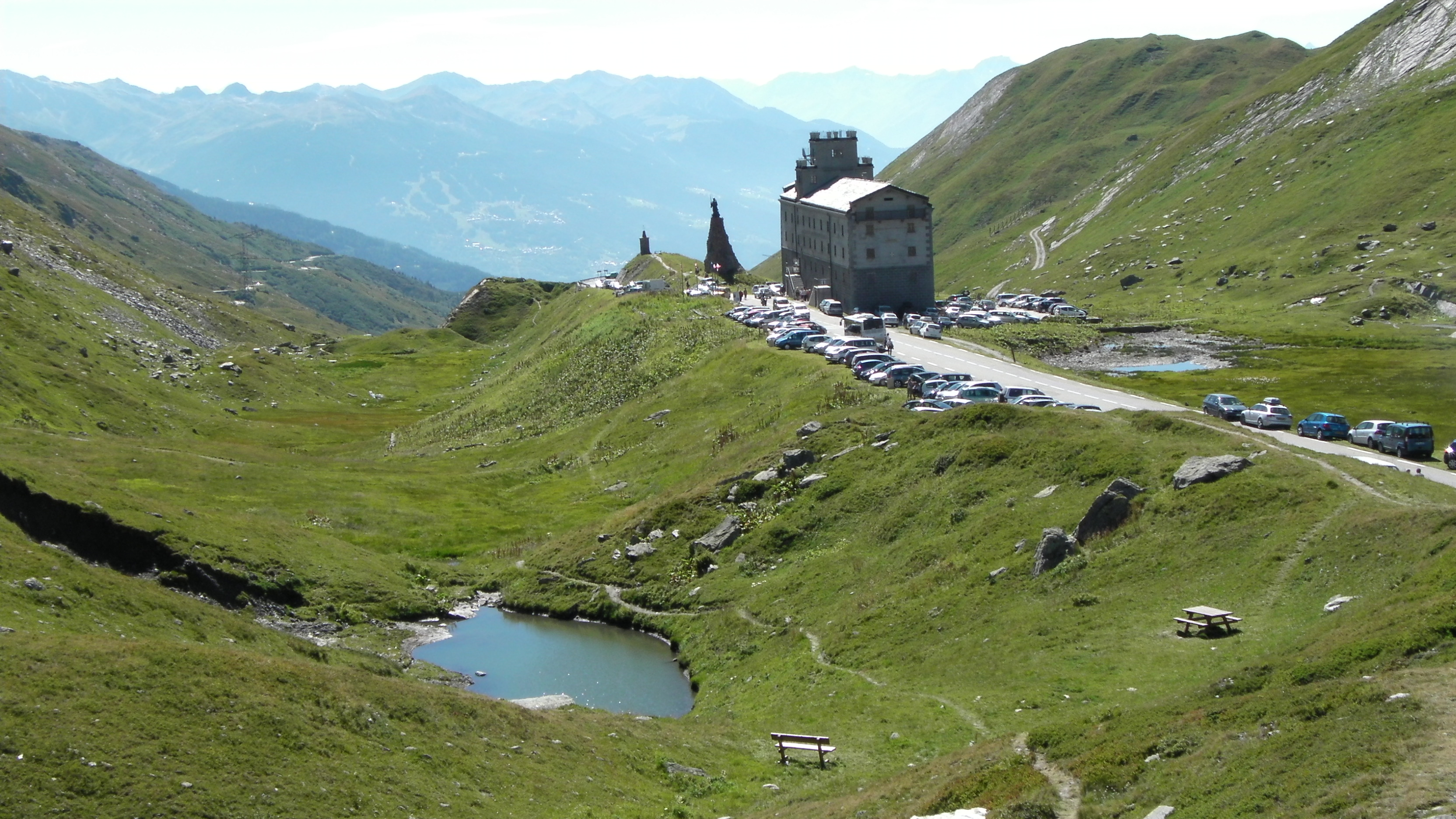
L'hospice du Petit-Saint-Bernard vista desde el Jardín Alpino Chanousia

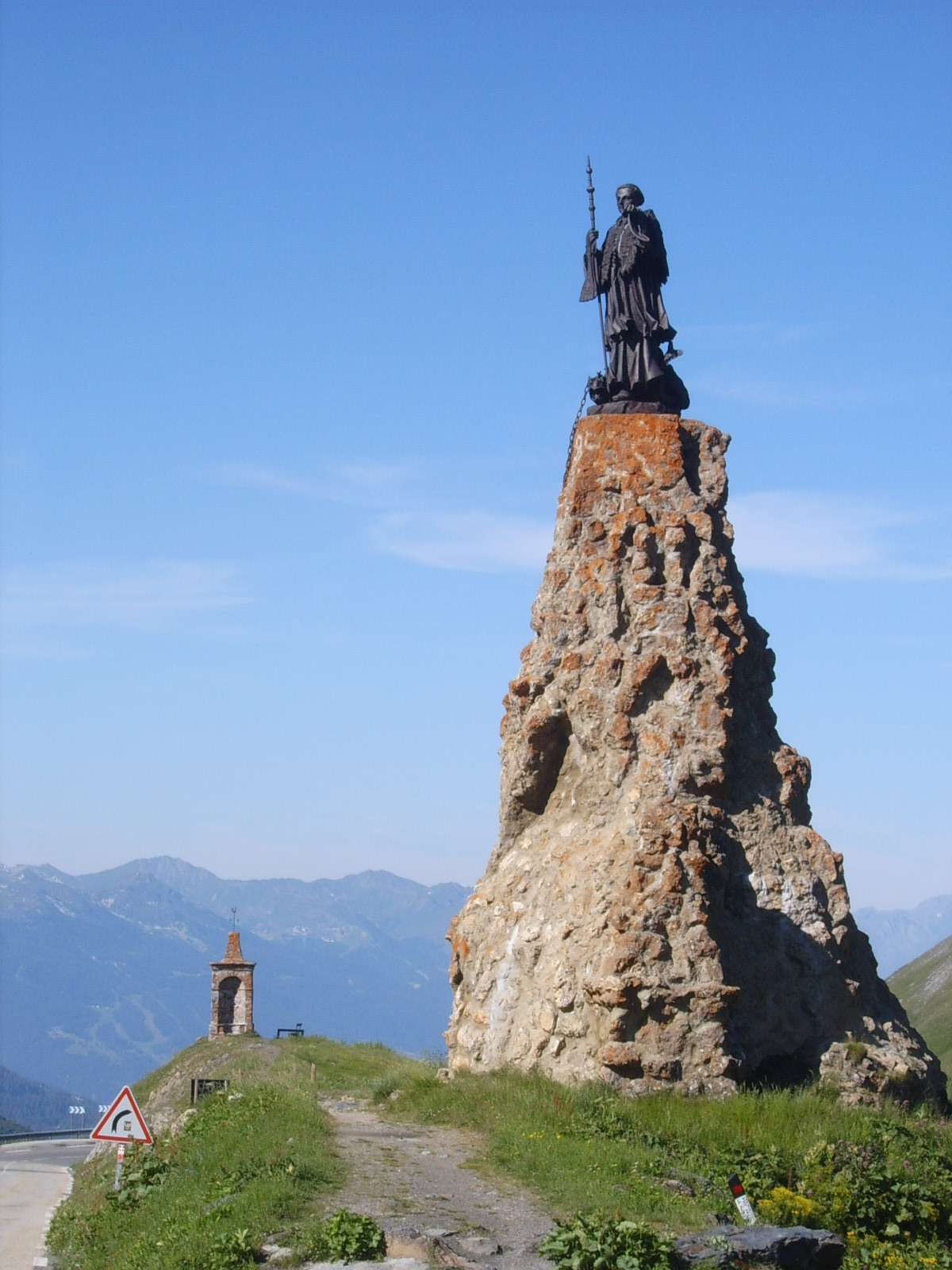
Estatua de San Bernard de Menthon (de Mont-Joux) en la frontera.

A mediados del siglo XI, el santo Bernardo de Menthon (1020 - 1081), futuro santo patrón de los alpinistas, fundó una hospedería-hospicio para la protección de los peregrinos contra bandidos y los riesgos climáticos. Fue erigida por primera vez en la vertiente oriental (Valle de Aosta), y, una vez que estuvo dañada fue reconstruida por el arzobispo Pedro II de Tarentaise (1102-1174) en su propia diócesis, al oeste del cuello (lado siskin). Saint Bernard de Menthon concebía su alberque refugio como un servicio de apoyo gratuito abierto a todos, tanto un centro de rescate como albergue para los pobres y los enfermos, refugio para peregrinos, monjes, comerciantes y soldados. Para ello, retomó el antiguo sistema romano, comenzó a reorganizar.
En 1752, una bula papal de Benedicto XIV presenta oficialmente la hospedería y todos sus bienes a la Orden de los Santos Mauricio y Lázaro, que se encargará de su gestión hasta principios del siglo XX, en él se atienden a más de diez mil comidas cada año, incluyendo a los maroniers, la gente de las aldeas cercanas, a cambio de la exención del servicio militar, debían guiar a los viajeros que deseasen cruzar el puerto de montaña. Después de su abandono y su destrucción parcial durante la Segunda Guerra Mundial, la hospedería nunca fue reabierta.
Este puerto de montaña era también junto con el Gran San Bernardo, su homólogo entre Italia y Suiza, lugar donde fue creada la raza de perro del San Bernardo. Aunque asociamos este mastín principalmente al Paso de Grand-Saint-Bernard, la raza estuvo en muy alta estima en ambos sitios de tránsito transalpino. Por lo tanto, muchos "perros San Bernardo" compañeros de monjes alcanzaron fama, incluyendo « Ruitor», quien fue el fiel amigo del Rector Pierre Chanoux del "hospice du Petit-Saint-Bernard", Ruitor es el nombre de la cumbre y un glaciar en la ladera del "Petit-Saint-Bernard".

## La frontera

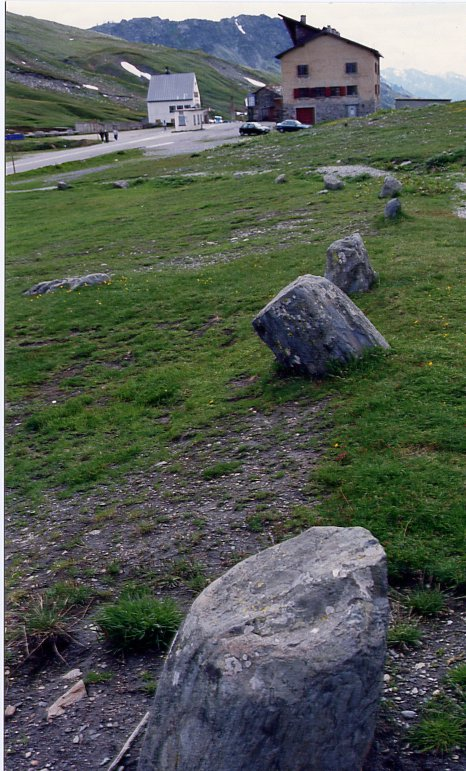
El puerto del Pequeño San Bernardo visto desde la parte francesa. En primer plano las piedras del crómlech; en el centro la carretera de la antigua aduana.

El Paso del Petit-Saint-Bernard se encuentra en la línea divisoria de aguas entre la corriente de lanches de Saboya y Dora Verney, la frontera natural y secular entre Saboya y Val d'Aosta. Esta línea representa exactamente un eje de simetría del Cromlec'h y marcó hasta 1715 el límite municipal entre Seez y La Thuile.
En 1715, debido a una epidemia que diezmó la Saboya, los pastores de La Thuile erigen una barrera sanitaria al oeste del paso, cerca del hospicio. Se adjuntan de facto el territorio protegido. En 1725, se hace un juicio, que restaura parcialmente la situación inicial: sólo la mitad de los territorios "confiscados" por los habitantes del valle de Aosta pasan de nuevo a Saboya.
Durante la Revolución francesa, Francia anexa toda la meseta, y después de la conferencia de Viena 1815, volvemos a la situación anterior.
Cuando la anexión política de Saboya de 1860 por Napoleón III, se entiende con la Italia recién nacida para empujar los límites más allá del Hospicio en favor del reino de Italia (la frontera se extiende en una especie de seudópodo para abarcar el hospicio y sus dependencias). Él construyó la carretera que conduce al Paso entre 1864 y 1867.
Después de la Segunda Guerra Mundial, el Tratado de París, firmado en 1947, estipula el regreso a la estricta línea de la cuenca. Pero la comisión topográfica para llevar a cabo el tratado comete un error al pasar la frontera en la Columna de Joux. El municipio de Séez protesta, una corrección se hizo finalmente: la corta frontera de acuerdo con el semieje menor del Cromlec'h y se unió a la cumbre de Monte Belvedere (donde antes de que fuera un poco al este de la misma).

## El jardín botánico alpinoChanousia

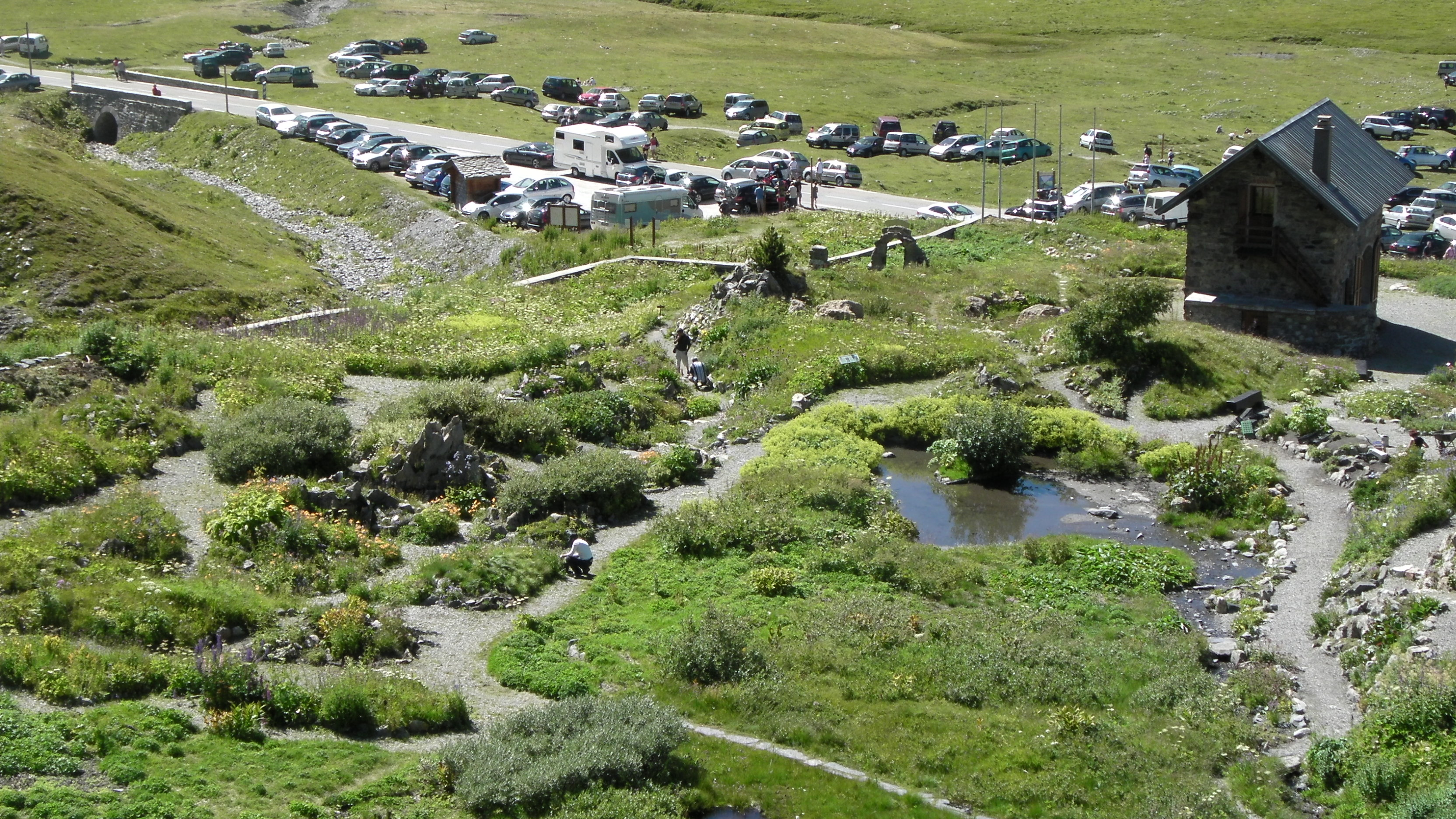
Vista panorámica del jardín Chanousia

Desde 1860 a 1909 la hospedería en el pequeño San Bernardo, actualmente en el territorio italiano, fue dirigido por el abad Pierre Chanoux.
Este último, interesado en la botánica, a partir de 1880 creó un pequeño jardín alpino frente a la hospedería, cuyo nacimiento se formalizó en 1893 con una resolución de la ciudad de La Thuile.
El jardín fue llamado Chanousia en honor de su fundador.
Posteriormente dirigido, entre otros, por Lino Vaccari y Marco De Marchi, llegó a albergar más de 4000 especies de plantas alpinas.
Se podía considerar como uno de los primeros jardines de acoger cientos de especies, locales.
Devastado por los combates de la Segunda Guerra Mundial, después de la cual el Tratado de París lo asignó a Francia, permaneció abandonado hasta 1978, cuando abrió al público por iniciativa de la Société de la flore valdôtaine y de su director Efisio Noussan.

## Ciclismo
De interés para los ciclistas, este puerto de montaña estuvo incluido por vez primera en el recorrido del Tour de Francia de 1949 por aquí ha pasado en 3 ocasiones más (1959, 1963, y 2009)
| Año  | Etapa | Categoría | Líder en la cima    |
| ---- | ----- | --------- | ------------------- |
| 2009 | 16    | 1         | Franco Pellizotti   |
| 1963 | 17    | 2         | Federico Bahamontes |
| 1959 | 18    | 1         | Michele Gismondi    |
| 1949 | 17    | 2         | Gino Bartali        |